# Ungdoms ljuva fågel (film)
Ungdoms ljuva fågel (originaltitel: Sweet Bird of Youth) är en amerikansk film från 1962 i regi av Richard Brooks. Filmen är en filmatisering av teaterpjäsen med samma titel av Tennessee Williams. Rollerna består av flera av skådespelarna ur den första uppsättningen av pjäsen, Paul Newman, Geraldine Page, Madeleine Sherwood och Rip Torn.

## Medverkande i urval
- Paul Newman – Chance Wayne
- Geraldine Page – Alexandra Del Lago
- Shirley Knight – Heavenly Finley
- Ed Begley – Tom Boss Finley
- Rip Torn – Thomas Tom J. Finley, Jr.
- Mildred Dunnock – Aunt Nonnie
- Madeleine Sherwood – Miss Lucy
- Philip Abbott – Dr. George Scudder
- Corey Allen – Scotty
- Barry Cahill – Bud
- Dub Taylor – Dan Hatcher
- James Douglas – Leroy
- Barry Atwater – Ben Jackson
- Charles Arnt – Mayor Henricks

## Priser och utmärkelser
Ed Begley vann en Oscar för bästa manliga biroll. Madeleine Sherwood nominerades till priset för bästa skådespelerska och Geraldine Page för bästa kvinnliga biroll.